# Wait a Minute
Wait a Minute – szósty i ostatni singiel grupy The Pussycat Dolls z jej pierwszego albumu PCD (2005). Powstał on we współpracy z Timbalandem, który pojawia się również w teledysku. Singiel został wydany w tym samym czasie co „I Don't Need a Man” w całej Europie i Oceanii.

## Teledysk
Teledysk był kręcony 8 i 9 października 2006 r. w Metro Red Line w Los Angeles. Reżyserem wideo był Marc Webb.
Teledysk zaczyna się od podawania telefonu (Samsung YP-K5) z ręki do ręki między członkiniami zespołu. Kiedy dziewczyny spotykają się, idą korytarzem i spotykają Timbalanda – stają i Nicole zaczyna się z nim kłócić. Po chwili wchodzą do pociągu, gdzie dziewczyny zaczynają tańczyć i przemieszczać się między ludźmi (w tym samym czasie Nicole śpiewa pierwszą zwrotkę). Potem wychodzą z pociągu i idąc ulicą do środka skrzyżowania zatrzymują ruch. Nagle Timbaland wychodzi ze swojego samochodu, podchodzi do dziewczyn i kontynuuje kłótnię. Wówczas one zaczynają tańczyć na jego samochodzie. Wideo kończy się jak Nicole mówi do Timbalanda, że nie potrzebuje niczego od niego (ani samochodów ani biżuterii), ale może jej to oddać.

## Lista utworów
- CD1

1. „Wait a Minute” (Album Version) – 3:41
2. „Wait a Minute” (Timbaland Version) – 3:56
3. „Right Now (NBA Version) – 2:25
4. „Wait a Minute” (video)

- CD2

1. „Wait a Minute” (Album Version)
2. „Wait a Minute” (Timbaland version)
3. „Wait a Minute” (Timbaland instrumental)
4. „Wait a Minute” (video)

## Listy przebojów
| Lista przebojów                 | Pozycja |
| ------------------------------- | ------- |
| Australian ARIA Singles Chart   | 16      |
| Austrian Singles Chart          | 49      |
| Belgium Singles Chart           | 18      |
| Canadian BDS Airplay Chart      | 24      |
| Dutch Singles Chart             | 7       |
| Eurochart Hot 100 Singles       | 69      |
| German Singles Chart            | 27      |
| New Zealand RIANZ Singles Chart | 24      |
| Portuguese Singles Chart        | 17      |
| Romanian Singles Chart          | 1       |
| Swedish Singles Chart           | 25      |
| Swiss Singles Chart             | 41      |
| UK Singles Chart                | 108     |
| U.S. Billboard Hot 100          | 28      |
| U.S. Billboard Pop 100          | 23      |